# Charles Brown (Bluesmusiker)

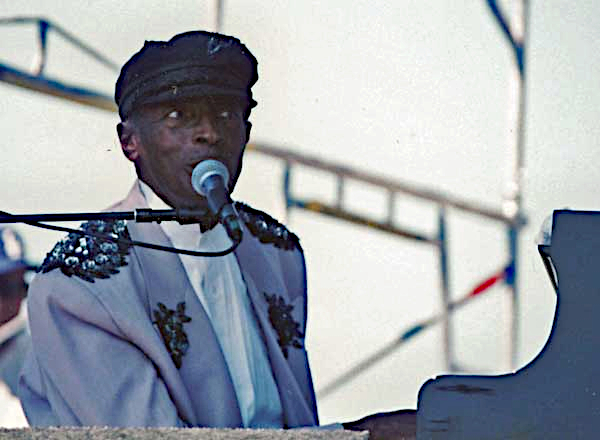
Charles Brown auf dem Long Beach Blues Festival 1996

Charles Brown (* 13. September 1922 in Texas City, Texas; † 21. Januar 1999 in Oakland, Kalifornien) war ein US-amerikanischer Blues-Balladen-Sänger der 1940er und 1950er Jahre. In den 1990er Jahren erlebte er ein Comeback.

## Leben
Schon früh bekam Charles Brown klassischen Klavierunterricht und trat Ende der 1930er Jahre mit seiner Band in der Umgebung seines Geburtsortes auf. Er arbeitete später als Chemie-Lehrer, bis er 1943 nach Los Angeles umzog und an einem Talentwettbewerb für Musiker teilnahm. 1944 trat er den Three Blazers bei, die von Johnny Moore geleitet wurden; mit ihnen spielte er erfolgreiche Titel wie den Driftin’ Blues ein. 1946 trennte er sich von der Band und gründete ein eigenes Trio. In dieser Zeit machte er auch seine ersten Plattenaufnahmen für Aladdin Records, darunter seine eigene Version des Klassikers Driftin’ Blues, die für sechs Monate in den R&B-Charts war.

## Karriere
Anfang der 1950er Jahre tourte Brown durch die Vereinigten Staaten, teilweise in einer Show mit Johnny Ace. Inzwischen wurden seine Songs von verschiedenen Größen der Rockmusik der 1950er Jahre interpretiert, darunter B.B. King, Sam Cooke, Fats Domino und Ray Charles, der Brown als ein großes Vorbild für sich bezeichnete. Weihnachten 1961 kam Brown schließlich erstmals in die Pop-Charts: Er erreichte Platz 76 mit der Single Please Come Home For Christmas. Nach Meinungsverschiedenheiten mit der amerikanischen Musikergewerkschaft wurden seine Songs zwei Jahre lang nicht gespielt.
In den 1970ern trat Brown zunächst noch regelmäßig auf, darunter mit T-Bone Walker, Amos Milburn und Johnny Otis, arbeitete später jedoch nur noch als Fensterputzer und Hausmeister. 1976 konnte Brown nach seinem Auftritt beim San Francisco Blues Festival ein Comeback starten. Als Folge dessen tourte er durch Texas, Louisiana und Mississippi und spielte auf dem Sacramento Blues Festival. Doch schon bald ließ das Interesse an Brown wieder nach. Er zog jedoch weiterhin durch die USA, spielte in verschiedenen Clubs, bis die LP One More For The Road von 1989 endlich Beachtung erlangte.

## Comeback
Das 1990er Album All My Life, mit Ruth Brown und Dr. John als Stargästen, bekam ausgezeichnete Kritiken und wurde von Down Beat zum Blues-Album des Jahres gekrönt. Someone To Love von 1992, mit den Gaststars Bonnie Raitt und Elvis Costello, wurde für einen Grammy nominiert und erhielt einen Handy Award. Auch Just A Lucky So-And-So (1993) und These Blues (1994) ernteten Anerkennung. 1996 wurde Brown in die Blues Hall of Fame aufgenommen. Days of our Drive / Sweet Piece of Ass wurde in die Wire-Liste The Wire’s „100 Records That Set the World on Fire (While No One Was Listening)“ aufgenommen.

## Tod
Am 21. Januar 1999 starb Charles Brown an einem Herzfehler; er wurde noch im selben Jahr postum in der Kategorie „Frühe Einflüsse“ in die Rock and Roll Hall of Fame aufgenommen. Er liegt auf dem Inglewood Park Cemetery in Inglewood bei Los Angeles begraben.